# فرودگاه بین‌المللی اولیور تامبو
فرودگاه بین‌المللی اولیور تامبو (یاتا: JNB، ایکائو: FAOR) (ORTIA) یک فرودگاه بین‌المللی بزرگ در خاوتنگ، کشور آفریقای جنوبی است که در نزدیکی شهر ژوهانسبورگ قرار دارد. فرودگاه بین‌المللی اولیور تامبو، فرودگاه اصلی برای پروازهای داخلی و بین‌المللی از/به آفریقای جنوبی است و با جابه‌جایی ۲۸ میلیون مسافر در سال، پررفت‌وآمدترین فرودگاه در آفریقای جنوبی محسوب می‌شود. از این فرودگاه پروازهای مستقیمی به همهٔ جهان به‌جز جنوبگان انجام می‌شود. قطب هواپیمایی آفریقای جنوبی و چند شرکت هواپیمایی دیگر نیز در این فرودگاه قرار دارد. در سال ۲۰۱۴ میلادی، مجموعاً ۱۸ مسافر از طریق این فرودگاه جابه‌جا شده‌اند.

## شرکت‌های هواپیمایی و مقصدهای پروازی

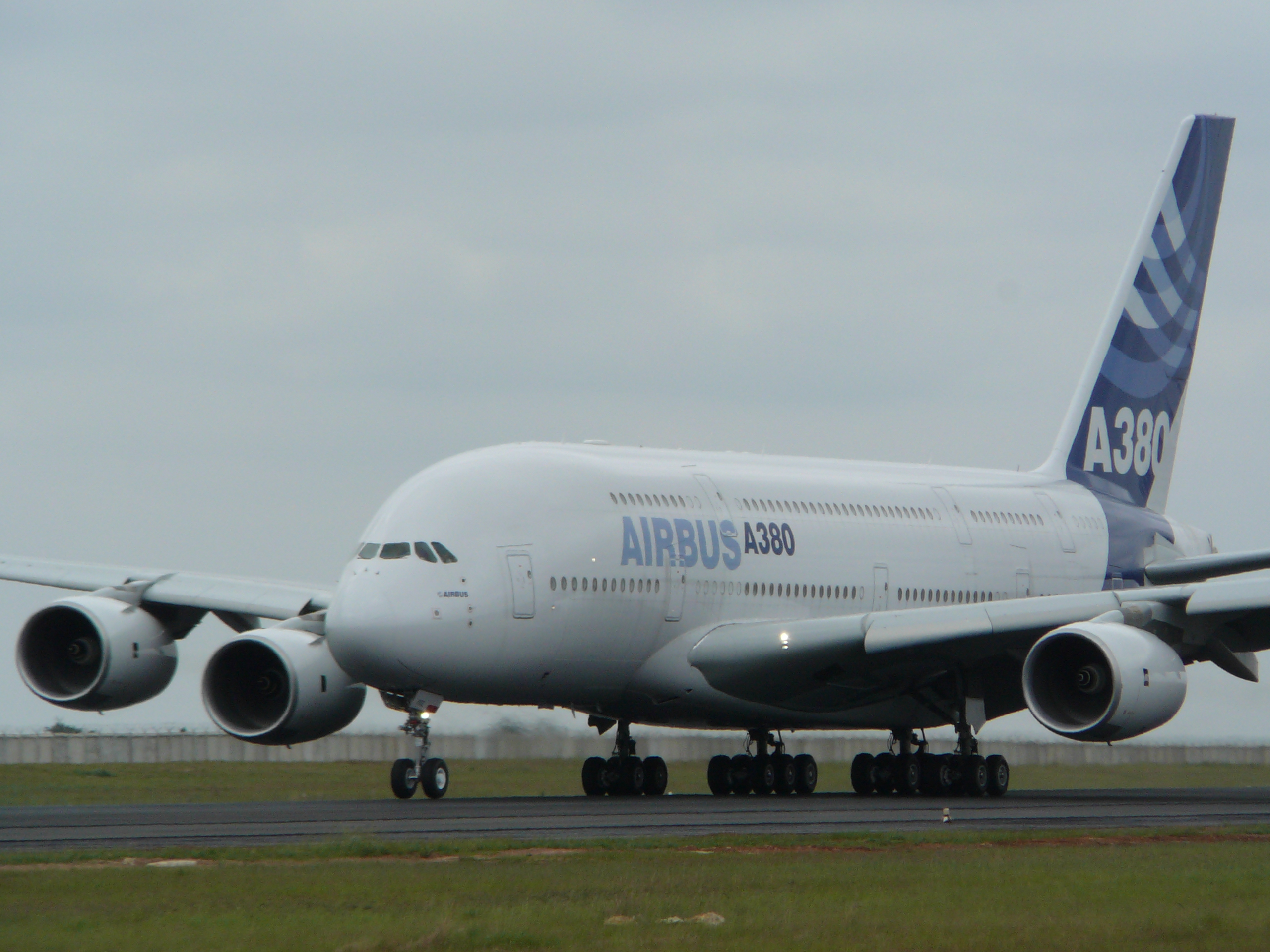
ایرباس ای۳۸۰ at O.R.Tambo Airport, November 2006

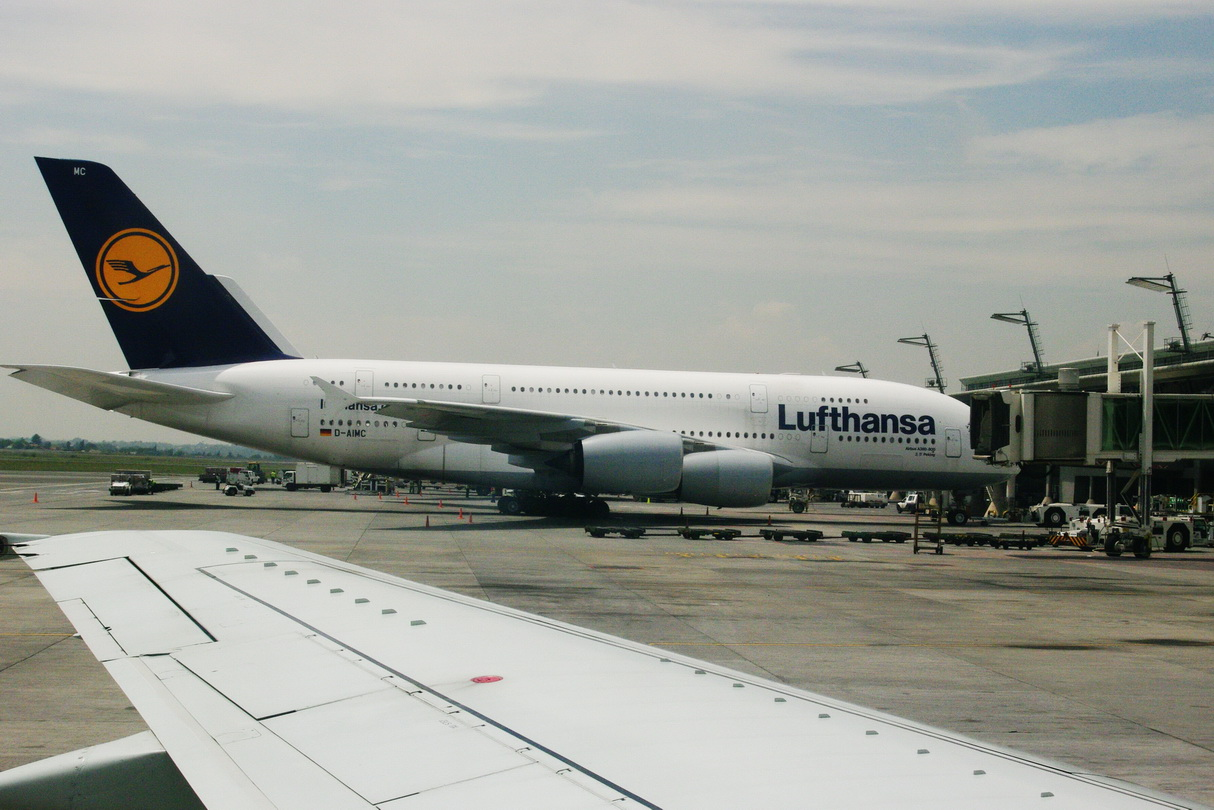
لوفت‌هانزا Airbus A380-800, disembarking, February 2011

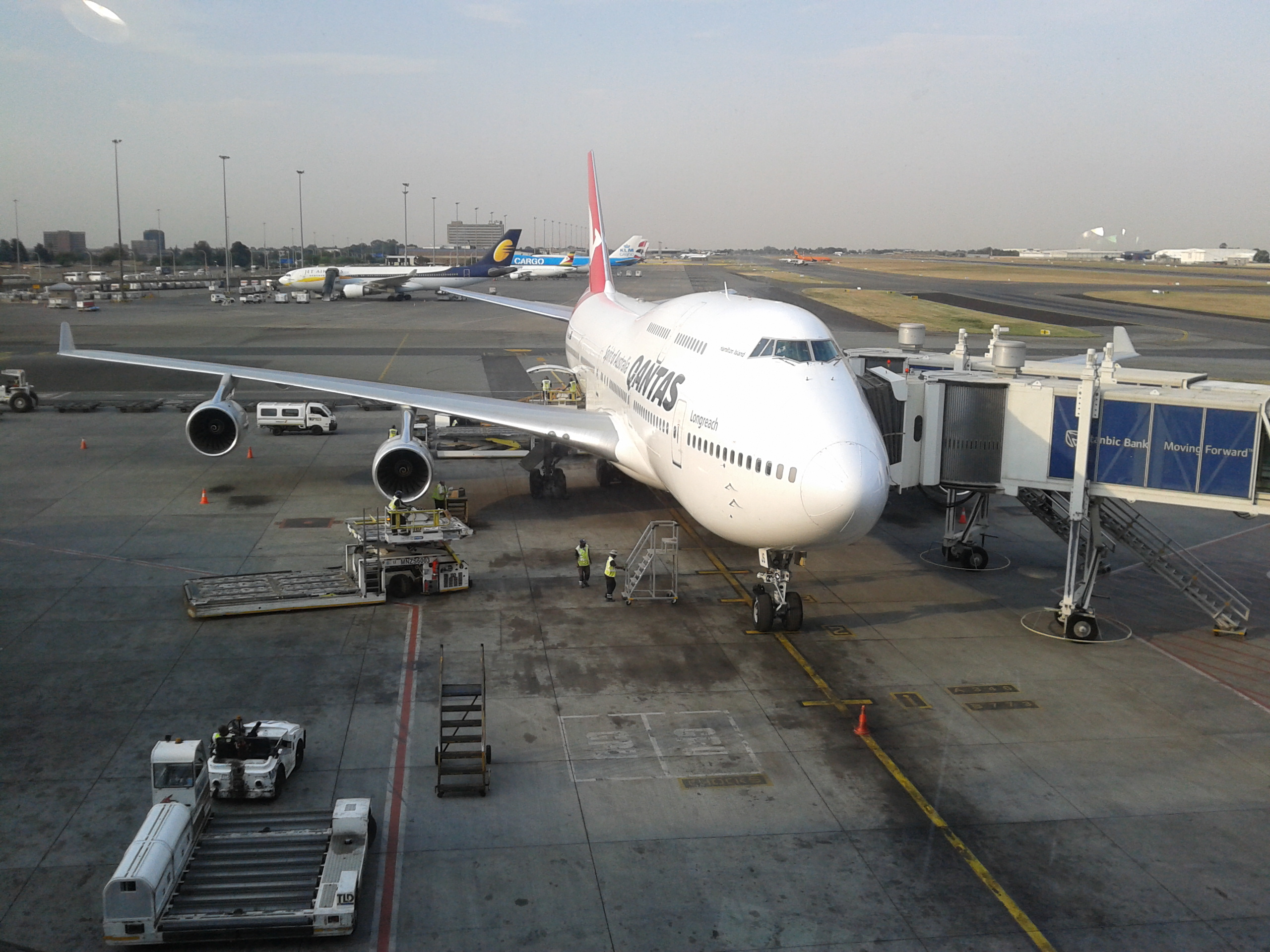
کانتاس Boeing 747-400 at O.R.Tambo Airport, November 2015

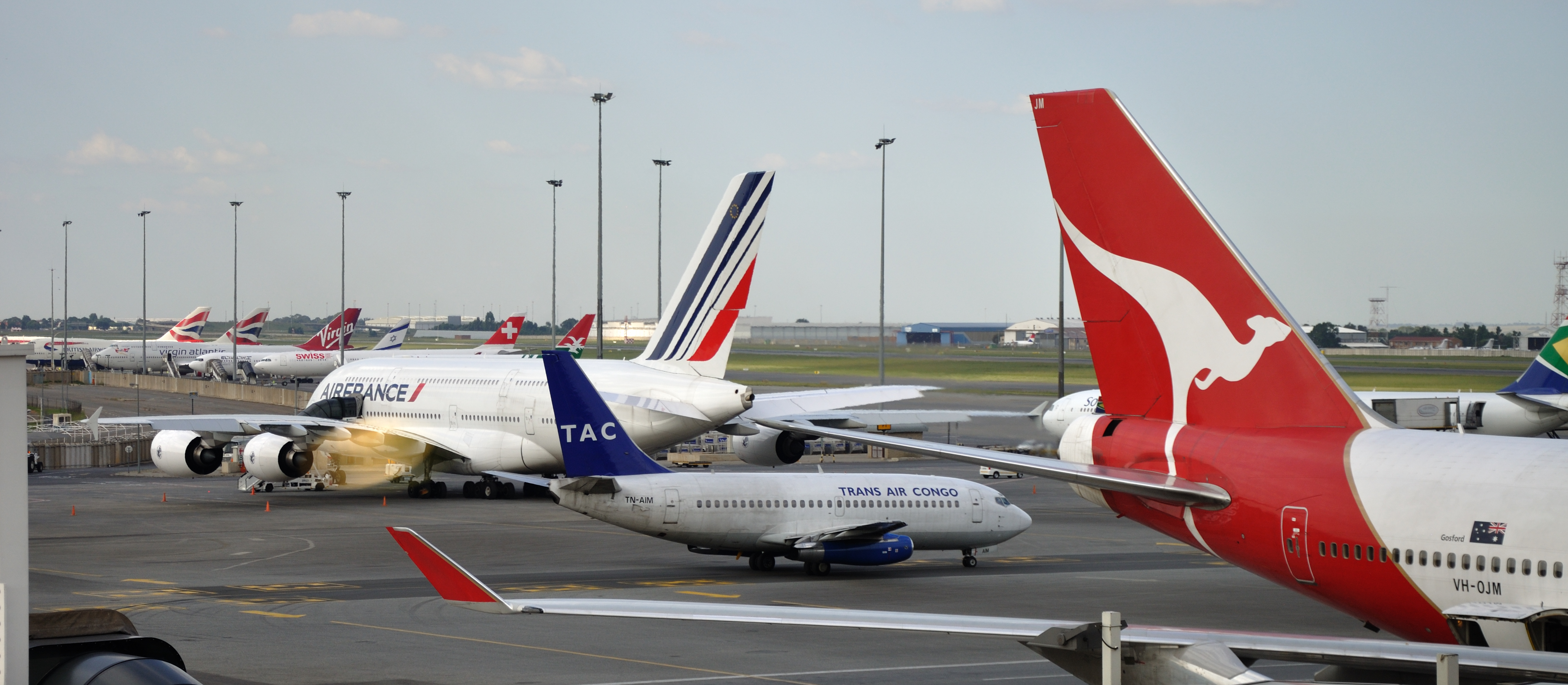
O.R.Tambo International Airport apron, November 2015

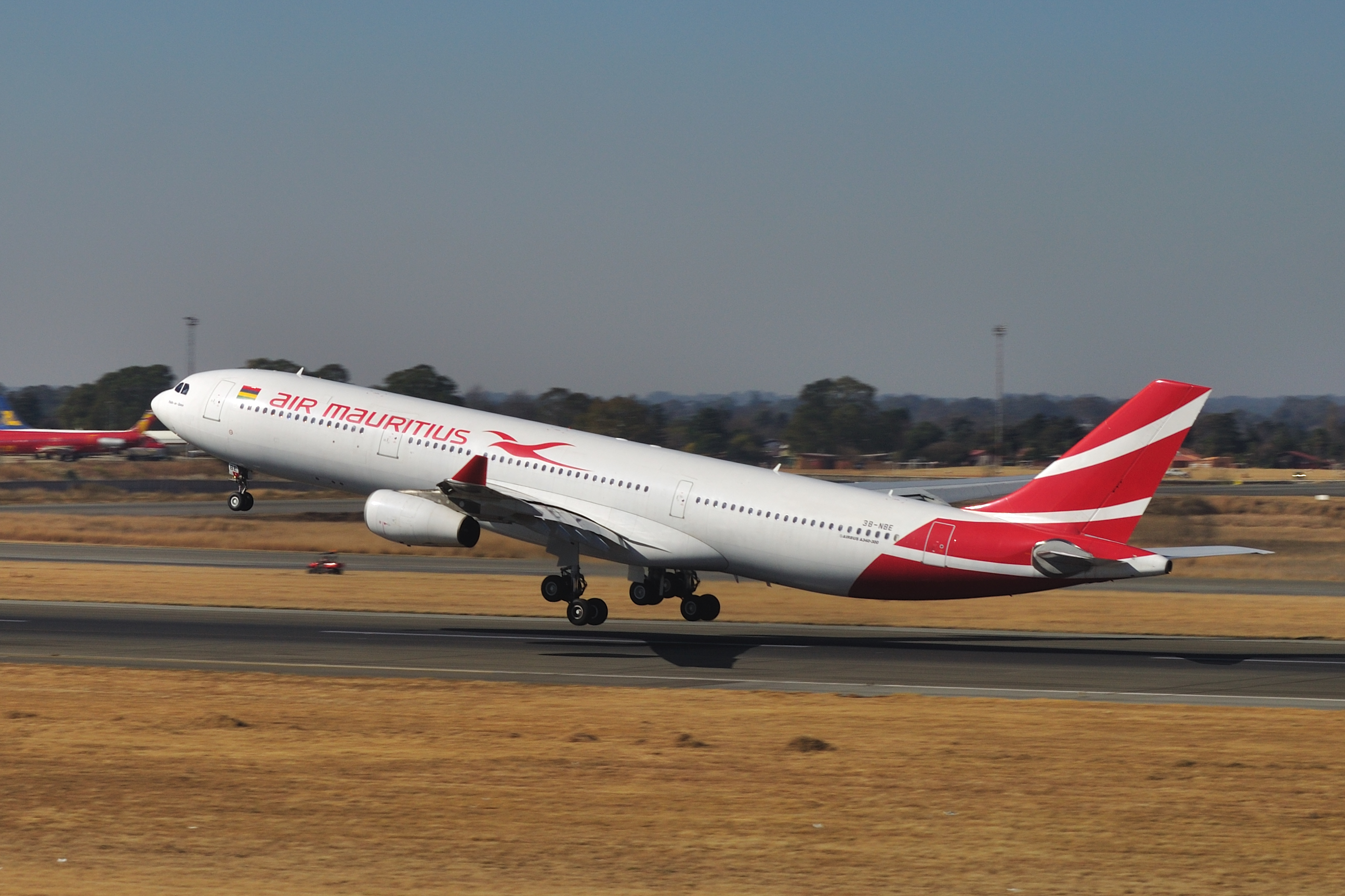
ایر موریشوس Airbus A330-200 departing O.R.Tambo, June 2011

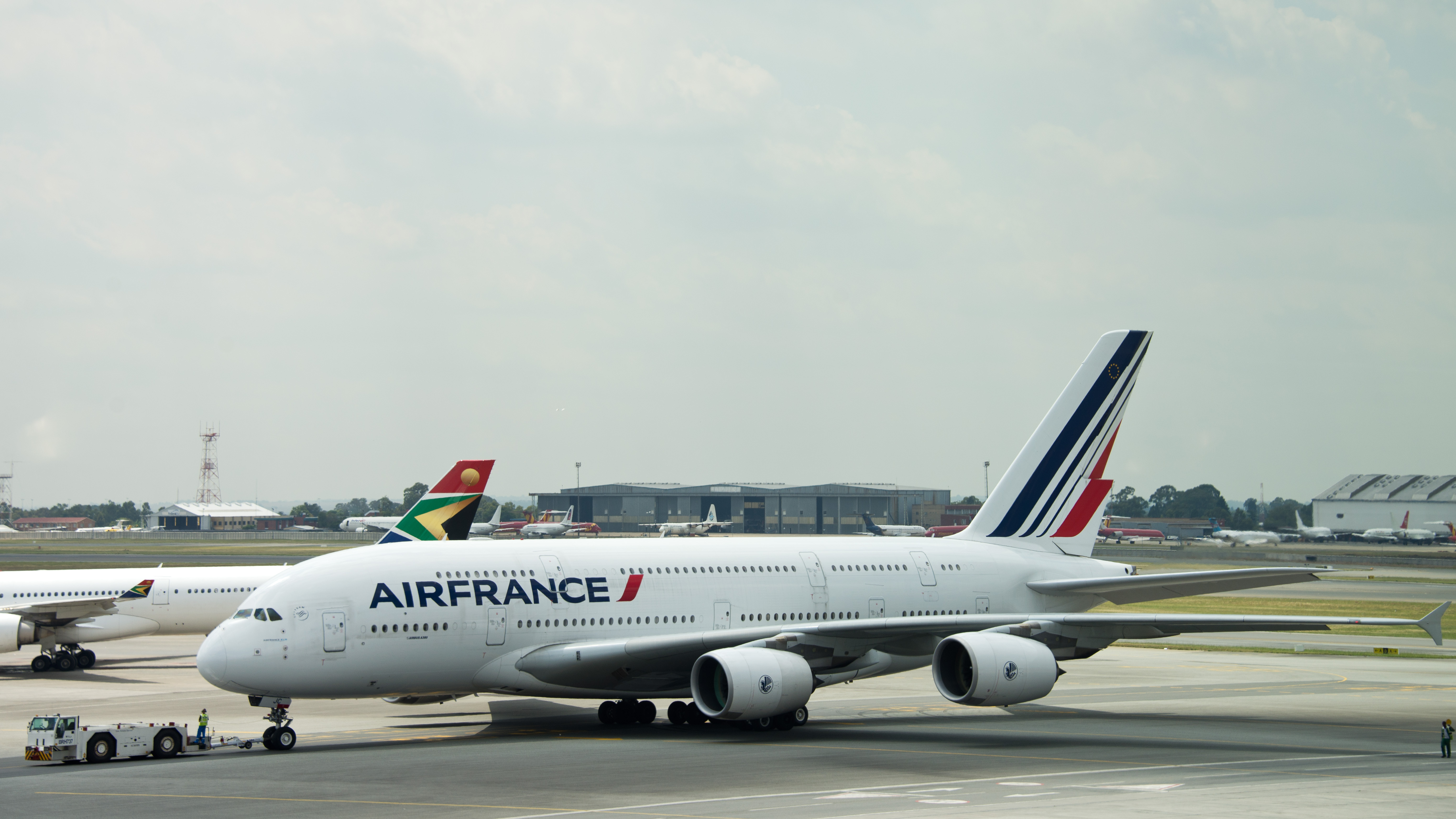
ایر فرانس Airbus A380-800, March 2013

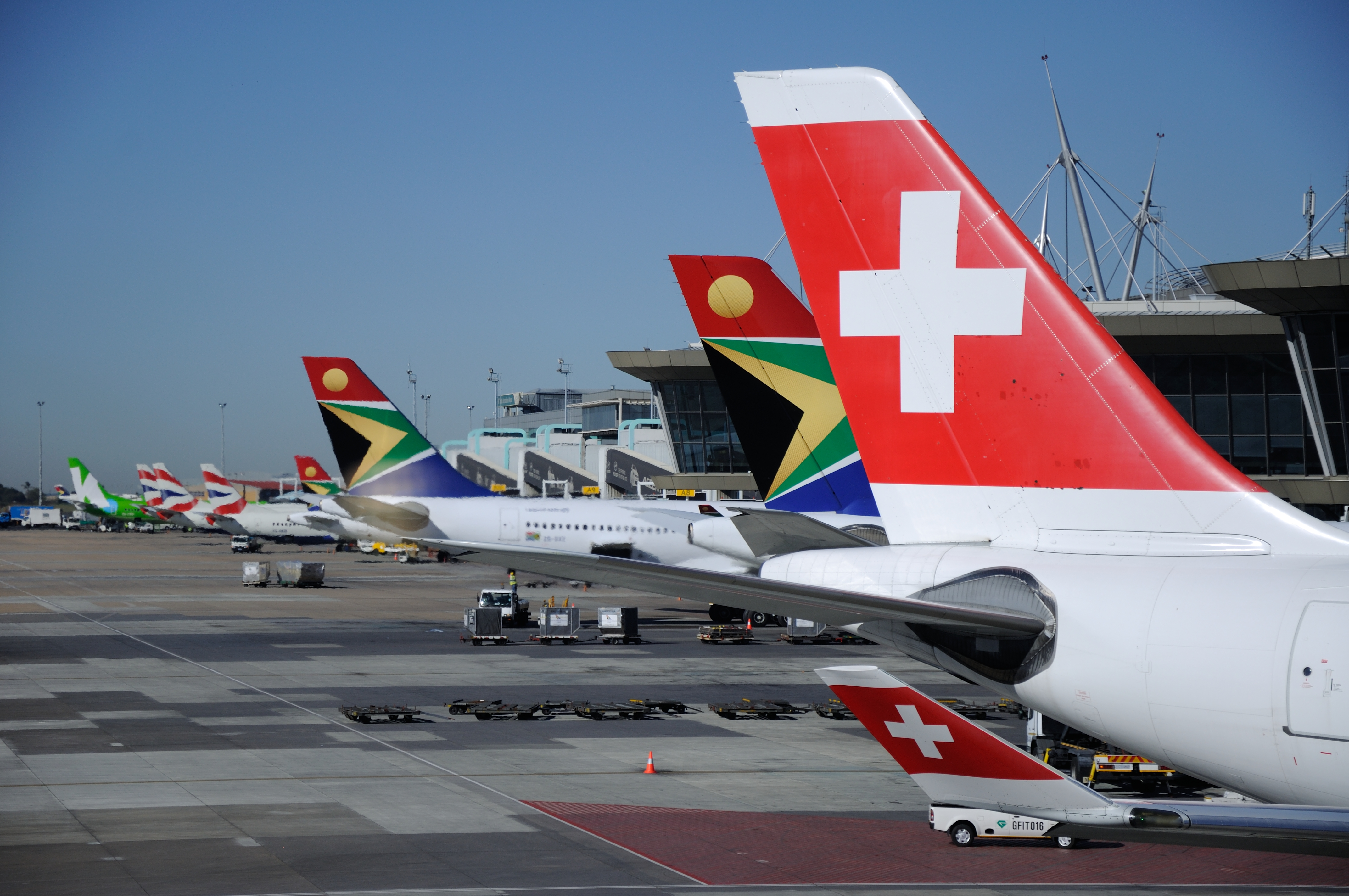
O.R.Tambo Terminal A, April 2013

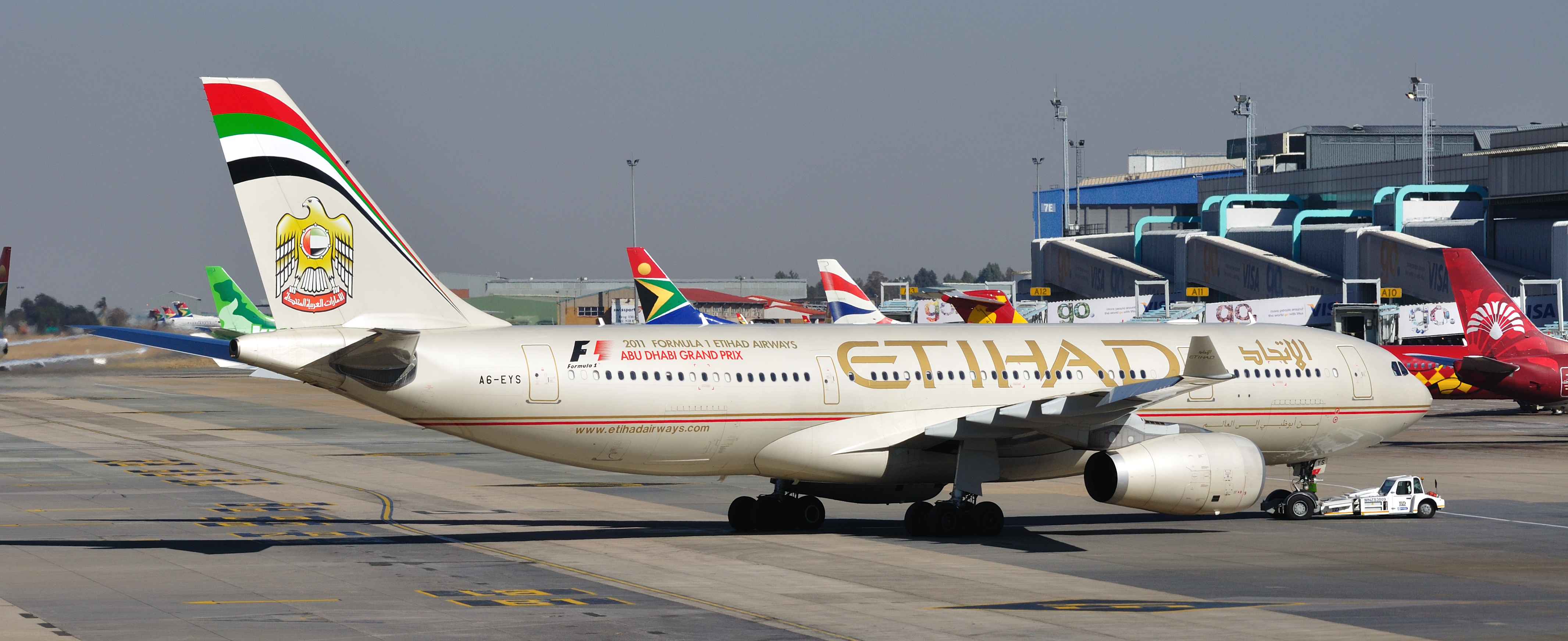
هواپیمایی اتحاد Airbus A330-200, June 2011

### مسافری
| شرکت‌های هواپیمایی                   | مقصدهای پروازی |
| ----------------------------------- | --- |
| ایر استرال                          | رولاند گرو |
| ایر بوتسوانا                        | فرانسیس‌تاون، سر سرتزه خاما، کاسان، مان |
| ایر چاینا                           | پکن |
| ایر فرانس                           | شارل دوگل پاریس |
| ایرلینک                             | ایواتو، بیرا، بلومفونتن، جاشوا مکابوکو انکومو، سر سرتزه خاما، حراره، کاسان، لوساکا، موشویشوی آی، مان، ناموپلا، ندولا، کروگر مپومالانگا، فسن, پمبا، موزامبیک، هندریک فان اک، پیترماریتزبورگ، پولوک‌وین، سینت هلینا (آغاز از ۲۱ اکتبر ۲۰۱۷), Sishen ، Skukuza، چینگوزی، ک. د. مانتانزیما، اوپینگتون، ویندهوک هوسیا کوتاکو (آغاز از ۲۱ اکتبر ۲۰۱۷), ویلنکولو                                                                                   |
| ایر موریشوس                         | سر سیوساگور رامگولام |
| ایر نامیبیا                         | ولویس بی، ویندهوک هوسیا کوتاکو |
| ایر سیشل                            | سیشل |
| ایر زیمبابوه                        | جاشوا مکابوکو انکومو، حراره، آبشار ویکتوریا |
| ASKY Airlines                       | لومه-توکین |
| بریتیش ایرویز                       | کیپ‌تاون، کینگ شاکا، حراره، لیوینگ استون، هیترو لندن، سر سیوساگور رامگولام، پورت الیزابت، آبشار ویکتوریا، ویندهوک هوسیا کوتاکو |
| کاتای پاسیفیک                       | هنگ کنگ |
| CemAir                              | پایگاه نیروی هوایی هودسپرویت، Lephalale، مارگیت، Plettenberg Bay, Sishen |
| دلتا ایرلاینز                       | هارتسفیلد-جکسون آتلانتا |
| هواپیمایی مصر                       | قاهره |
| ال عال                              | بن گوریون |
| هواپیمایی امارات                    | دوبی |
| هواپیمایی اتیوپی                    | بوول |
| هواپیمایی اتحاد                     | ابوظبی |
| Fastjet Zimbabwe                    | حراره، آبشار ویکتوریا |
| فلای‌ساف‌ایر                          | بلومفونتن، کیپ‌تاون، کینگ شاکا، ایست لندن، جرج، پورت الیزابت |
| ایبریا ایرلاین                      | مادرید-باراخاس |
| اینترایر آفریقای جنوبی              | ژولیوس نیرر، ندولا |
| کنیا ایرویز                         | جومو کنیاتا |
| کاال‌ام                              | اسخیپول آمستردام |
| کولولا.کام                          | کیپ‌تاون، کینگ شاکا، جرج، ایست لندن |
| LAM Mozambique Airlines             | بیرا، اینهامبانه، ماپوتو، پمبا، موزامبیک، کوئلیمین، چینگوزی، ویلنکولو |
| تام ایرلاینز                        | سائو پائولو گوارولوس |
| لوفت‌هانزا                           | فرانکفورت |
| Malawian Airlines                   | چیلکا، لیلونگوه |
| Maluti Sky اجرا توسط MGC Aviation   | موشویشوی آی |
| Mango                               | کیپ‌تاون، کینگ شاکا، جرج، پورت الیزابت، زنگبار |
| کانتاس                              | سیدنی |
| هواپیمایی قطر                       | حمد1 |
| رواندایر                            | کیگالی، لوساکا |
| هواپیمایی سعودی                     | ملک عبدالعزیز |
| Swaziland Airlink اجرا توسط ایرلینک | Manzini |
| سنگاپور ایرلاینز                    | چانگی سنگاپور2 |
| هواپیمایی آفریقای جنوبی             | پورت بوئت، کوتوکا، چیلکا، مایا-مایا، کیپ‌تاون، کژیون، لئوپولد سدار سنگور، ژولیوس نیرر، دوالا، کینگ شاکا، ایست لندن، انتبه، فرانکفورت، حراره، هنگ کنگ، ان دیلی، مرتلا محمد، لیبرویله، لیلونگوه، لیوینگ استون، هیترو لندن، کواترو دو فرویرو، لوساکا، ماپوتو، سر سیوساگور رامگولام، مونیخ, جومو کنیاتا، ندولا، جان اف کندی، پرث، پوانت نوار، پورت الیزابت، سائو پائولو گوارولوس، آبشار ویکتوریا، ولویس بی، دالس واشینگتن، ویندهوک هوسیا کوتاکو |
| ساوث افریکن اکسپرس                  | بلومفونتن، ایست لندن، سر سرتزه خاما، جرج، پایگاه نیروی هوایی هودسپرویت، کیمبرلی، لوبوم‌باشی، کروگر مپومالانگا، پیترماریتزبورگ، پورت الیزابت، ریچاردز بی، پیلانسبرگ |
| سوئیس اینترنشنال ایرلاینز           | زوریخ |
| تاگ آنگولا ایرلاینز                 | کواترو دو فرویرو |
| ترکیش ایرلاینز                      | آتاترک1 |
| ویرجین آتلانتیک                     | هیترو لندن |

Notes
- ^ : This flight continues to Durban. However, this carrier does not have rights to transport passengers solely between Johannesburg and Durban.
- ^ :  This flight continues to Cape Town. However, this carrier does not have rights to transport passengers solely between Johannesburg and Cape Town.
- ^ : This flight continues to Maputo. However, this carrier does not have rights to transport passengers solely between Johannesburg and Maputo.

### باری
| شرکت‌های هواپیمایی           | مقصدهای پروازی |
| --------------------------- | --- |
| بیدایر کارگو                | کیپ‌تاون، ژولیوس نیرر، کینگ شاکا، ایست لندن، جرج، حراره، کیگالی، لیوینگ استون، سر سیوساگور رامگولام، ماپوتو، جومو کنیاتا، پورت الیزابت، آبشار ویکتوریا، ویندهوک هوسیا کوتاکو |
| کارگولوکس                   | استانستد لندن، لوگزامبورگ - فیندل، جومو کنیاتا |
| Chapman Freeborn            | انتبه |
| امارات اسکای‌کارگو           | آل مکتوم، جومو کنیاتا |
| هواپیمایی اتیوپی            | بوول |
| هواپیمایی اتحاد             | ابوظبی، جومو کنیاتا |
| ایمپریال ایر کارگو          | بلومفونتن، کیپ‌تاون، کینگ شاکا، پورت الیزابت |
| لوفت‌هانزا کارگو             | فرانکفورت، مرتلا محمد، جومو کنیاتا |
| Martinair                   | اسخیپول آمستردام |
| هواپیمایی قطر               | حمد، لیژ، جومو کنیاتا، گاردرموئن اسلو |
| هواپیمایی سعودی             | اسخیپول آمستردام، ملک عبدالعزیز، جومو کنیاتا |
| Silverback Cargo Freighters | کیگالی |
| سنگاپور ایرلاینز کارگو      | اسخیپول آمستردام، چنای، چاتراپاتی شیواجی، جومو کنیاتا، چانگی سنگاپور |
| هواپیمایی آفریقای جنوبی     | کیپ‌تاون، بلومفونتن، کینگ شاکا، حراره، ماپوتو، پورت الیزابت، ویندهوک هوسیا کوتاکو                                                                                            |
| ترکیش ایرلاینز              | آتاترک، خرطوم، جومو کنیاتا |
| Uganda Air Cargo            | انتبه |
| Wimbi Dira Airways          | ان دیلی |